# François Bonaventure Joseph du Mont
Pour les articles homonymes, voir François Dumont et Dumont.
François Bonaventure Joseph du Mont, marquis de Gages, né le 13 octobre 1739 à Mons  et mort le 20 janvier 1787 à Bachant, est une des principales figures maçonniques des Pays-Bas autrichiens, fondateur de la Grande Loge provinciale des Pays-Bas autrichiens.

## Biographie
Issu d’un famille montoise de petite noblesse, François Bonaventure Joseph Dumont est le fils de Charles-Antoine et de Victoire-Isabelle de Bousies fille du vicomte de Rouveroy.
Il fréquente le collège des Jésuites de sa ville natale avant d’entamer l’étude du droit à l’université de Louvain.

### La montée en puissance
Il hérite, mineur d’âge encore, d’une fortune colossale que lui laissent un oncle (1753), Jean Bonaventure Thierry du Mont, comte de Gages, qui fut général des armées du roi d’Espagne, vice-roi, gouverneur et capitaine général de Navarre, et son père (1757), seigneur d’Aulnois, Bachant, Gages, Ghislenghien, la Puissance (Bachant) et la Salle (Houdeng-Gœgnies).
En décembre 1758, il obtient de l’impératrice et reine Marie-Thérèse le titre de marquis, reporté sur la seigneurie de Gages, ce qui a un coût assez exorbitant : plus de 7 000 florins !
Sept ans plus tard, il est nommé dans la fonction honorifique de chambellan de leurs Majestés impériales et royales apostoliques, ce qui lui donne accès à la cour du gouverneur général à Bruxelles et lui occasionne de nouveaux frais : cette fois près de 1 600 florins.
En 1776, il est admis à la Chambre de la noblesse des États du Hainaut dont l’accès, autrefois, a été refusé à son père.
En 1784 enfin, il obtient, contre 1 000 florins d’Allemagne, les lettres patentes qui lui permettent d’entourer d’un manteau de gueules fourré d’hermines et de timbrer d’un bonnet ducal son blason qui porte de gueules au chevron d'or, accompagné de trois trèfles d'argent, posés deux en chef et un en pointe.

### Sa carrière maçonnique
Le marquis de Gages devient, au début des années 1760, un intime de Louis, prince de Bourbon-Condé et comte de Clermont, qui lui donne accès aux hauts-grades de sa loge royale.
De retour à Mons en 1765, il prend la direction de la Vraie et Parfaite Harmonie, un atelier au recrutement très aristocratique, et il reçoit de la première Grande Loge de France le titre de Grand Maître provincial pour la Flandre, le Brabant et le Hainaut.
Le peu de succès qu’il rencontre dans l’exercice de cette fonction supérieure l’amène à se tourner vers la Grande Loge d’Angleterre. Le 22 janvier 1770, celle-ci lui délivre une patente créant à son profit la Grande Loge provinciale des Pays-Bas autrichiens. Dans les quinze ans qui suivent, Gages parvient à imposer l’autorité de cet organe central à une bonne vingtaine d'ateliers.
Il existe alors à Mons une Confrérie de Saint-Jean-décollé dite également de la Miséricorde dont la mission est d'assister les prisonniers et les condamnés à mort. Soucieux de remplir ses devoirs de bon chrétien, Gages en devient membre dès 1767 et gouverneur seize ans plus tard.
Lorsque par volonté de l’empereur Joseph II, les structures de la maçonnerie d’Ancien Régime sont mises à mal dans ses possessions des Pays-Bas (1786), François Bonaventure Joseph du Mont s’affilie à l’Heureuse Rencontre (Bruxelles), un des trois seuls ateliers encore autorisés.

### Son hôtel, sa bibliothèque et son château

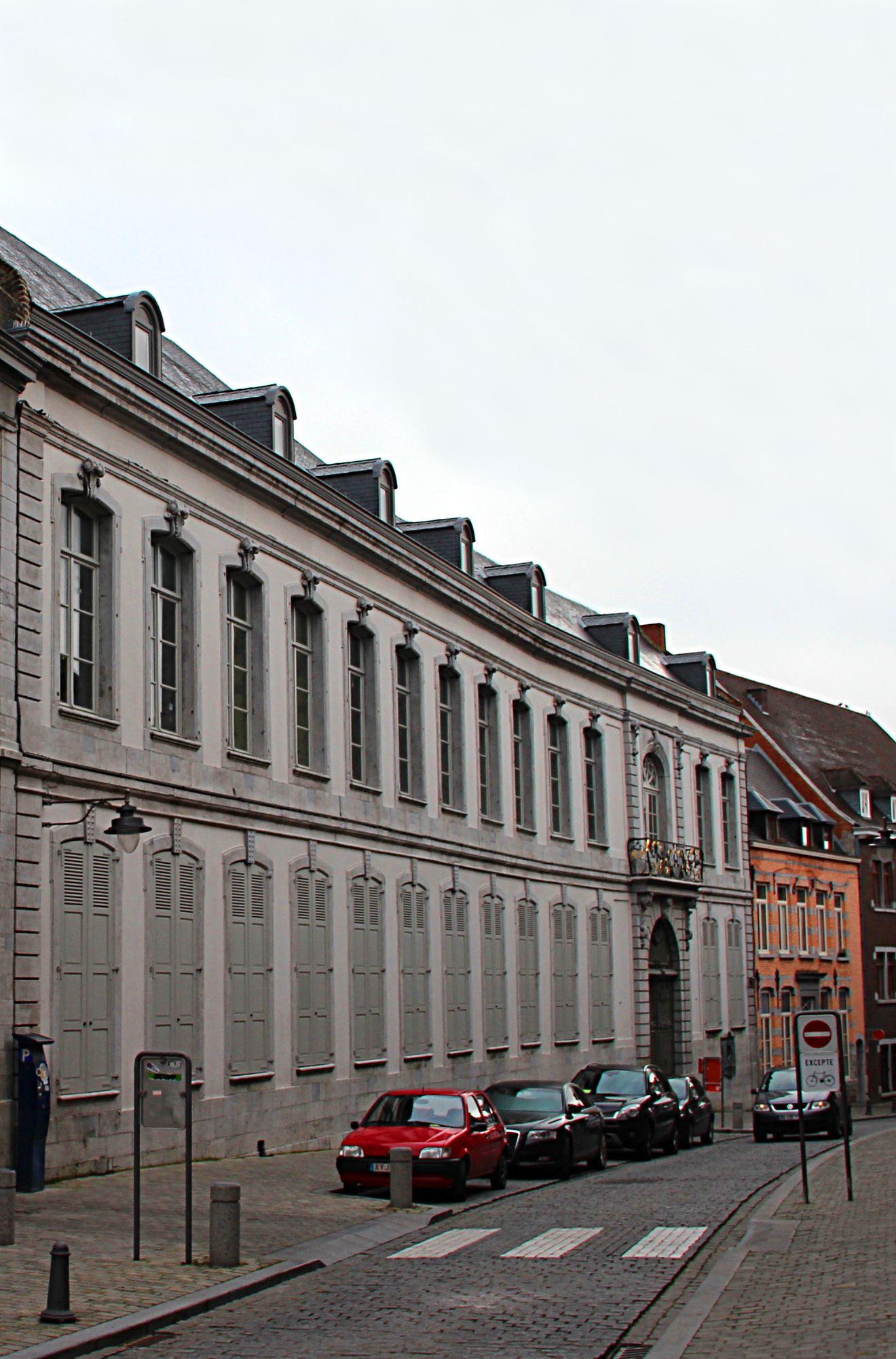
Hôtel du Marquis de Gages, rue d'Enghien à Mons.
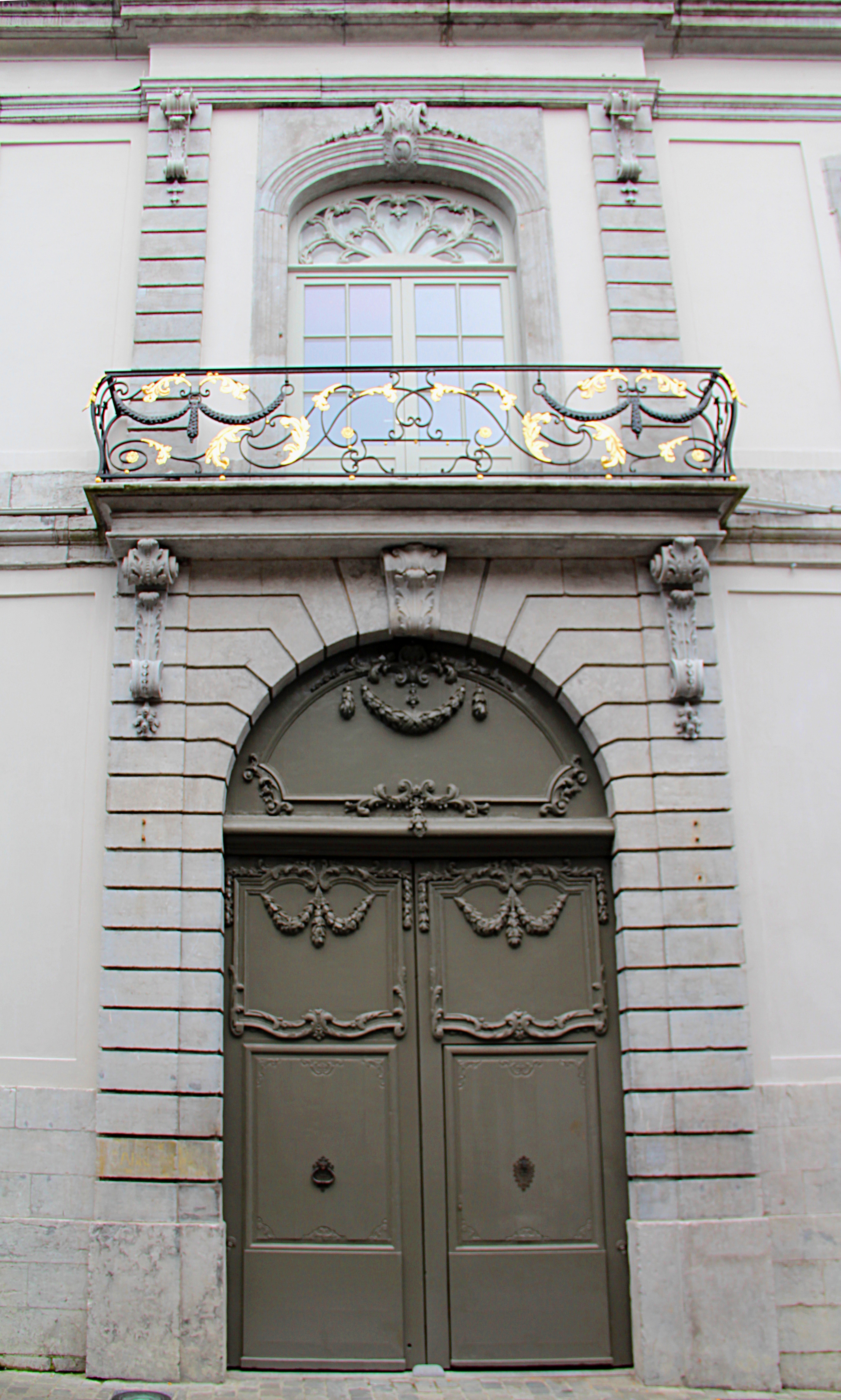
Portail de l'Hôtel du Marquis de Gages, rue d'Enghien à Mons.
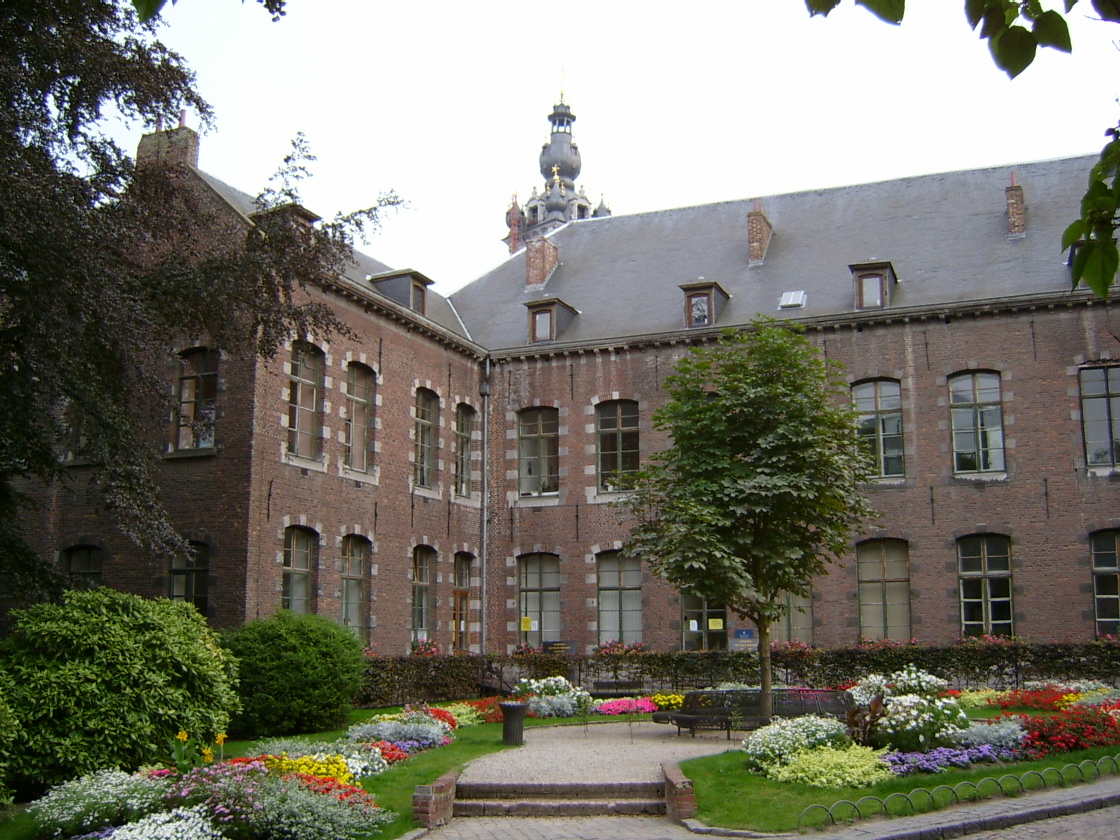
Hôtel du Marquis de Gages vu depuis le Jardin du Maieur.

Chrétien Emmanuel Henri Fonson (1729-1798), par ailleurs vénérable de La Parfaite Union à Mons et directeur des ponts et chaussées du comté de Hainaut, se voit confier la construction de l’hôtel montois du marquis. Ce magnifique bâtiment protégé se situe toujours aujourd'hui au 18 Rue d'Enghien, ou il abrite l'administration communale et dont l'arrière forme le sud du Jardin du Maieur. La réception des travaux, en 1769, donne lieu à une fête brillante à laquelle sont conviés les officiers de la garnison, les membres de la noblesse hennuyère et les dames du chapitre de Sainte-Waudru. Dans la Gazette des Pays-Bas du 30 novembre, on lit :
De Mons, le 25 novembre.- Le palais magnifique que le Marquis de Gages a fait bâtir dans cette ville au même endroit où était la maison paternelle, est maintenant achevé. On peut dire que l'élégance est partout jointe au solide. L'architecte, les artistes et les artisans ont eu l'occasion d'exercer et d'employer leurs talents : aussi était-ce le but de M. le Marquis de faire passer par ce moyen une partie des richesses que la providence a confiées dans des mains si estimables.
Gages réunit dans cette demeure les volumes d’une précieuse bibliothèque dont les titres reflètent la curiosité d’un esprit universel et qui subsistera en l’état, ou peu s’en faut, jusqu’en 1865. Il y organise également les tenues de sa loge.
En 1779, il choisit son domaine la Puissance (Bachant), dans le Hainaut français, prévôté de Maubeuge, pour y faire bâtir un château sous la direction de l'architecte Charles François Joseph Larivière.

### Sa famille, sa mort
Sa cousine germaine, Alexandrine Françoise Pétronille de Bousies ou de Bouzies de Champvant (1745-1791), épousée le 5 décembre 1761, lui donne deux enfants : Ferry-Louis (1768) et Anne-Charlotte (1769), filleule du gouverneur général Charles de Lorraine et de sa sœur Anne-Charlotte de Lorraine dite Madame Royale, abbesse du chapitre de Sainte-Waudru (Mons).
Sa santé se détériorant, le marquis prend l’habitude de fréquenter les eaux de Spa et d’Aix-la-Chapelle. Il n’a pas cinquante ans lorsqu’il meurt dans son château de la Puissance, à Bachant.

## Portrait et souvenirs personnels
La famille de Lichtervelde dans laquelle se poursuit aujourd'hui la descendance du marquis de Gages conserve un portrait peint longtemps considéré comme étant le sien, ce que conteste Gaston De Kinder.
Le musée de la Bylocke, à Gand, possède par ailleurs un plat en étain où sont gravées les armes du marquis, ainsi que l’inscription suivante : Grande Loge des Pays-Bas autrichiens à l’orient de Mons. Au sérénissime grand maître François Bonaventure Joseph du Mont, marquis de Gages .
On trouve encore dans le Fonds Froidcourt-Droixhe (Académie royale de Belgique) un exemplaire imprimé des Couplets adressés au très vénérable marquis de Gages, &c. &c., grand-maître de toutes les loges du Hainaut et Dépendances, le jour qu’il visita la loge de la Parfaite Intelligence, de Liège
Enfin, les collections du Musée du chanoine Puissant, à Mons, renferment un diplôme de Rose-Croix, gravé d’après un beau cuivre d’Antoine Cardon (1739-1822) et délivré par le marquis de Gages au comte de Robersart le 6 octobre 1785.

## Postérité maçonnique
La loge no 8 à l'orient de Waterloo, affiliée à la Grande Loge régulière de Belgique, porte aujourd'hui son nom. De même que la loge n°37, à l'orient de Waterloo également, affiliée à la Grande Loge de Belgique.